# Chad Urmston

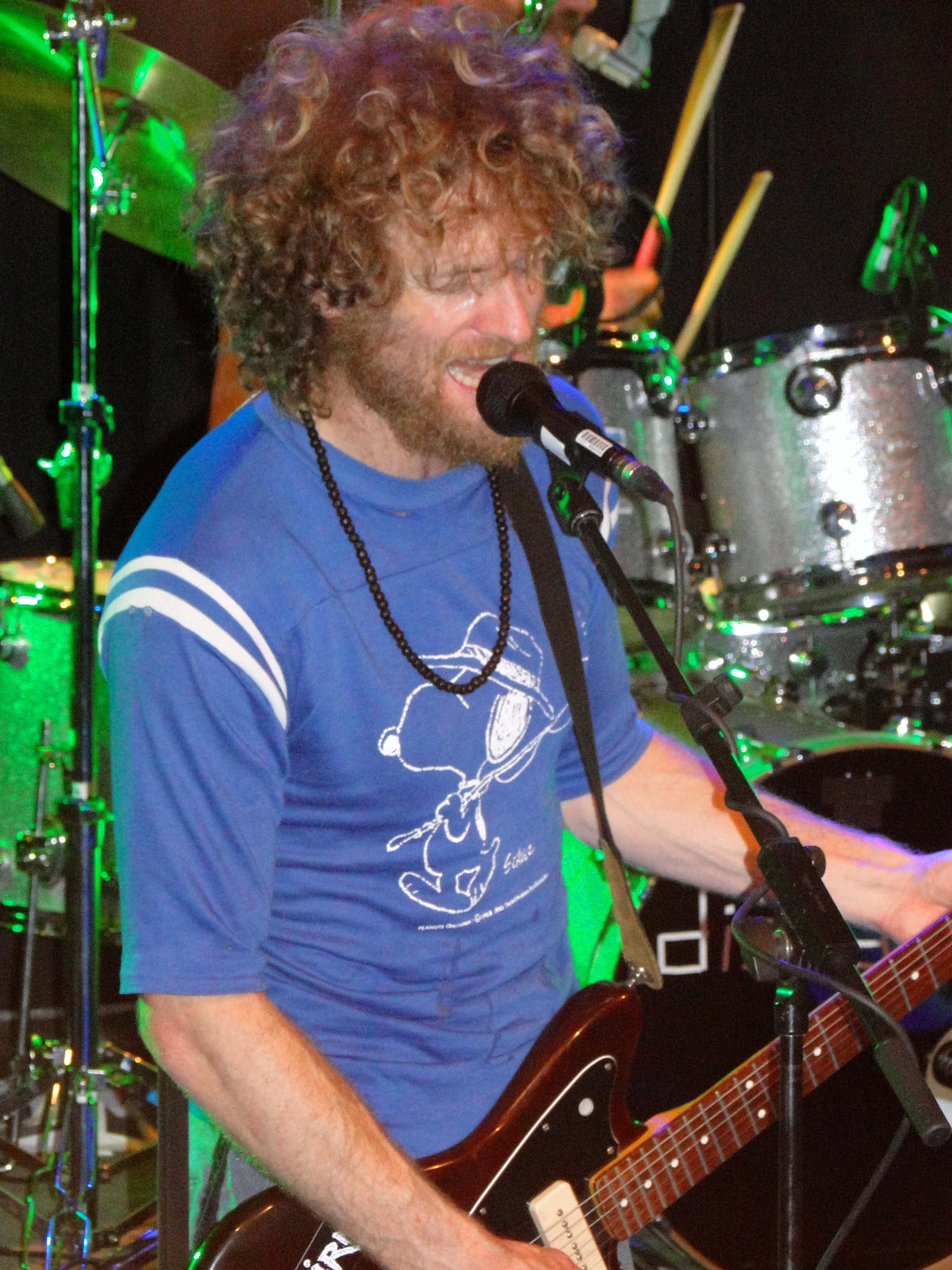
Chad Urmston mit Dispatch in Hamburg, „Knust“, August 2012

Chad (Chadwick) Stokes Urmston (* 26. Februar 1976 in Sherborn, Massachusetts) ist Mitglied der amerikanischen Independent-Band Dispatch und Bandleader der Band State Radio. Bekannt wurde Stokes vor allem durch seine Erfolge mit Dispatch, wo er zwischen 1996 und 2004 und seit 2011 Mitglied einer der erfolgreichsten Independent-Bands weltweit ist.
Stokes ist bekannt für seine politischen Texte, die vor allem die amerikanische Regierung kritisch beleuchten.
Nach der Highschool ging Urmston 1994 nach Simbabwe, wo er seinen späteren Freund „Elias“, einen simbabwischen Gärtner, kennenlernte. Die Band Dispatch widmete ihm das gleichnamige Lied. Dieses Lied erlangte im Laufe der Zeit eine große Popularität, so dass Dispatch im Jahr 2007 das Benefizkonzert „Dispatch: Zimbabwe“ gaben und damit drei Nächte im ausverkauften Madison Square Garden spielten. Urmston wirkte von 1996 bis 2004 in der Band Dispatch, die sich danach jedoch wegen musikalischer Differenzen auflöste, jedoch weiterhin sporadisch zusammen auftritt.
Nach Dispatch gründete Chad Urmston 2002 die Band State Radio (zunächst unter dem Namen „Flag of the Shiners“), die bisher drei Alben herausgebracht hat und vor allem durch ihre politischen Texte auffällt. In State Radio spielen zudem der Bassist Chuck Fay und der Schlagzeuger Mike Najarian.
2011 brachte er unter dem Namen Chadwick Stokes sein erstes Soloalbum Simmerkane II heraus. Im Jahr 2015 wird das zweite reine Soloalbum The Horse Comanche folgen.